# Reinhold Lunow
Reinhold Lunow (* 13. August 1953 in Hemer) ist ein deutscher Mediziner und Fußballfunktionär. Er ist ärztlicher Leiter einer überregional tätigen Praxisklinik in Bornheim (Rheinland) und seit November 2022 Präsident des Borussia Dortmund e. V.

## Beruflicher Werdegang
Nach dem Abitur am Friedrich-Leopold-Woeste-Gymnasium in Hemer im Jahr 1973 studierte Lunow bis 1980 Medizin an der Universität Bonn und promovierte dort im Jahr 1981. Das Thema seiner Dissertation war: „Rasterelektronenmikroskopische Untersuchungen verschiedener Natur- und Kunststoffe nach Urineinwirkung in vitro“. Danach absolvierte er in Köln seine Facharztausbildung. Im Jahr 1986 ließ er sich als Internist in Bornheim nieder, wo er seit 2005 als ärztlicher Leiter eine überregional tätige Praxisklinik mit 18 Ärzten führt. Im Jahre 2022 wurde der Praxisklinik, die auch an weiteren Standorten in Bonn und Swisttal vertreten ist, in der Kategorie „Check-Up-Zentren“ der Deutsche Gesundheits-Award verliehen.

## Funktionärs-Laufbahn
Lunow wuchs in Hemer (Sauerland) auf, im unmittelbaren Einzugsgebiet des BVB, dessen Fußballmannschaft in den Jahren 1956 und 1957 die ersten beiden von bisher insgesamt acht Deutschen Meisterschaften gewann und damit unmittelbar die Kindheit Lunows prägte. Als begeisterter Fan erlebte er alle Höhen und Tiefen mit seinem Klub. 1998 lernte er Hans-Joachim Watzke kennen. Als der Ende 2001 zum Schatzmeister des BVB gewählte Watzke gut drei Jahre später in der größten wirtschaftlichen Krise von Borussia Dortmund die Geschäftsführung der KGaA übernahm, brachte er Lunow als möglichen Kandidaten für seine Nachfolge im Amt des Schatzmeisters ins Gespräch. Am 20. November 2005 wurde Reinhold Lunow von der Mitgliederversammlung gewählt und in den Jahren 2008, 2011, 2014, 2017 und 2020 in diesem Amt bestätigt.
Im April 2007 startete er eine erfolgreiche Mitglieder-Werbekampagne. Sein Wunsch damals lautete: „Jeder Borusse soll einen Mitgliedsausweis im Portemonnaie haben.“ Knapp sieben Jahre später durchbrach der Verein die Marke von 100.000 Vereinsmitgliedern. Mit 168.163 Mitgliedern (Stand: 20. November 2022) ist Borussia Dortmund der drittgrößte Fußball- und der fünftgrößte Sportverein der Welt. Zudem gilt Lunow als „Vater“ des ursprünglich auf einer Initiative der BVB-Fanabteilung entstandenen Vereinsmuseums Borusseum, das am 19. Dezember 2008 eröffnet wurde und am 2. April 2022 komplett runderneuert seine Wiedereröffnung feierte.
2021 wurde Lunow als Nachfolger von Gerd Pieper ins Amt des Vizepräsidenten des Ballspielvereins Borussia 09 e. V. Dortmund gewählt. Ein Jahr später trat er die Nachfolge von Reinhard Rauball an, der nach insgesamt 23 Jahren an der Spitze des Vereins auf eine erneute Kandidatur verzichtet hatte. Lunow erhielt bei seiner Wahl zum BVB-Präsidenten 99,5 Prozent der abgegebenen Stimmen. In seiner Antrittsrede betonte er: „Man verliebt sich als Kind in einen Verein, und die Liebe hält dann ein Leben lang. Daraus resultiert die große Strahlkraft des Fußballs – über alle Gesellschaftsschichten hinweg. Daraus erwächst aber für uns, für Borussia Dortmund, eine große Verpflichtung, gesellschaftliche Verantwortung zu übernehmen, um auf die Einhaltung von Werten wie Menschenrechte, Toleranz, Vielfalt, Inklusion, Demokratie und Nachhaltigkeit hinzuwirken.“
Lunow bildet seit dem 20. November 2022 als 18. Präsident der Vereinsgeschichte zusammen mit Silke Seidel als Stellvertreterin und Bernd Möllmann als Schatzmeister den Vorstand des Borussia Dortmund e. V. Er ist seit 2005 Mitglied und seit 2022 Vorsitzender des Beirates der Borussia Dortmund Geschäftsführungs-GmbH. Seit 2014 ist er Mitglied des Aufsichtsrates der Borussia Dortmund GmbH & Co. KGaA.

## Privates
Reinhold Lunow ist seit 1980 mit seiner Frau Elke verheiratet. Er hat zwei Kinder (Anne und Christian) und lebt in Swisttal-Heimerzheim.